# Jacqueline Auriol
Jacqueline Auriol   (Challans, 5 de novembre de 1917 - 4t districte de París, 11 de febrer de 2000) va ser una aviadora francesa que va establir diversos rècords de velocitat mundials.

## Biografia
Nascuda com Jacqueline Marie-Thérèse Suzanne Douet a Challans, Vendée, era filla d'un ric constructor naval que va morir el 1931 després d'una llarga infermetat. Jacqueline es va graduar a la Universitat de Nantes per després estudiar belles arts a l'École du Louvre a París i un curs de psicopatologia a la Sorbona i Sainte-Anne.
El 26 de febrer de 1938, es va casar amb Paul Auriol, fill del socialista Vincent Auriol (qui esdevindria posteriorment el President de França), amb qui va tenir el seu primer fill, Jean-Claude i l'abril de 1941 el segon fill Jean-Paul. Durant la Segona Guerra Mundial, Jacqueline Auriol, va treballar contra l'ocupació alemanya de França ajudant a la Resistència francesa amb l'àlies de Madame Moune.
A suggeriment del coronel Pierre Puyade, Jacqueline i el seu marit van decidir començar a prendre classes de vol al camp d'aviació de Saint-Cyr, on el també veterà de guerra Jacques André els va començar a donar classes el 6 de juny de 1946. Va aconseguir la llicència de pilot de l'Aéro-Club de França amb número 18.754, el 10 de març de 1948 i la de segon grau el 26 d'abril amb 41 hores de vol.
Jacqueline va patir severes ferides en un xoc a bord d'un SCAN 30 en el que volava com passatgera l'11 de juliol de 1949 - trencant-se molts dels ossos de la cara - i passant gairebé tres anys en hospitals rebent fins a 33 operacions de reconstrucció. Per ocupar la seva ment va estudiar àlgebra, trigonometria, aerodinàmica, i altres temes necessari per obtenir la certificació de pilot avançada.
Va aconseguir la llicència de pilot militar el 1950 classificant-se com una de les primeres pilot de proves femenina. També al novembre del mateix any va aconseguir la llicència de pilot comercial, el 23 de gener de 1951, als Estats Units, la de helicòpter, a bord d'un Bell 47 i el 18 de novembre de 1955 la de pilot de proves.
El 15 d'agost de 1953, pilotant un Mystère II, va ser la primera dona europea en trencar la barrera de so.
La història de la seva vida va ser explicada en la seva autobiografia Visc per Volar publicada el 1970 en francès i anglès.
Jacqueline i el seu marit es van divorciar el 1967 i es va tornar a casar el 1987. El 1983 es va convertir en una de les membres fundadores de l'Académie de l'aire et de l'espace.

## Rècords
Jacqueline Auriol va establir els següents rècords de velocitat:
- 12 de maig de 1951 - Auriol estableix un rècord de la Fédération Aéronautique Internationale- (FAI-) amb una velocitat mitjana ratificada de 818,18 km/h volant a bord d'un Vampire britànic en un circuit tancat de 100 km de Istre a Avignon i tornar per fer-se amb el rècord mundial femení de velocitat a l'aire que tenia l'estatunidenca Jacqueline Cochran.

- 21 de desembre de 1952 - Volant un Sud-Est SE-530 Mestral (el model francès del Vampire construït amb un motor Hispano-Suiza Nene), Auriol va trencar el seu propi rècord de velocitat mundial en circuit tancat en 100 km de l'any anterior amb una velocitat de 855,92 km/h. El nou rècord el va establir sobre el mateix circuit de l'any anterior.

- 31 de maig de 1955 - Volant un Dassault Mystère IV N, Auriol va trencar el rècord de velocitat femení en recta en 15/25 km que anteriorment tenia també Jacqueline Cochran amb una velocitat ratificada per la FAI de 1.151 km/h.

- 22 de juny de 1962 - A bord d'un Dassault Mirage III C, Auriol va aconseguir una velocitat mitjana de 1.850,2 km/h en circuit tancat de 100 km a Istres, tornant-li a prendre el rècord mundial de velocitat femení a l'aire a Jackie Cochran.

- 14 de juny de 1963 - Volant un Dassault Mirage III R, Auriol va aconseguir treure-li el rècord de velocitat femení en un circuit tancat de 100 km, amb una velocitat mitjana de 2.038, 7 km/h, un altre cop a Jacqueline Cochran, que l'havia establert al maig d'aquell mateix any.

L'1 de juny de 1964, Cochran va trencar el rècord d'Auriol del juny de 1963 aconseguint una velocitat mitjana de 2.097,27 km/h en un Lockheed F-104G Starfighter.

## Honors
- Va rebre quatre trofeus Harmon Internacional en reconeixement de les seves proeses aèries els anys 1951, 1952, 1955 i 1956.
- Va ser nomenada Grande officier de la Légion d'honneur.
- També va ser nomenada grand-croix de l'Ordre national du Mérite dins 1997.[6]
- El 23 de juny de 2003, França va emetre un segell de correus de 4 € en el seu honor.[7]